# Joey Kelly

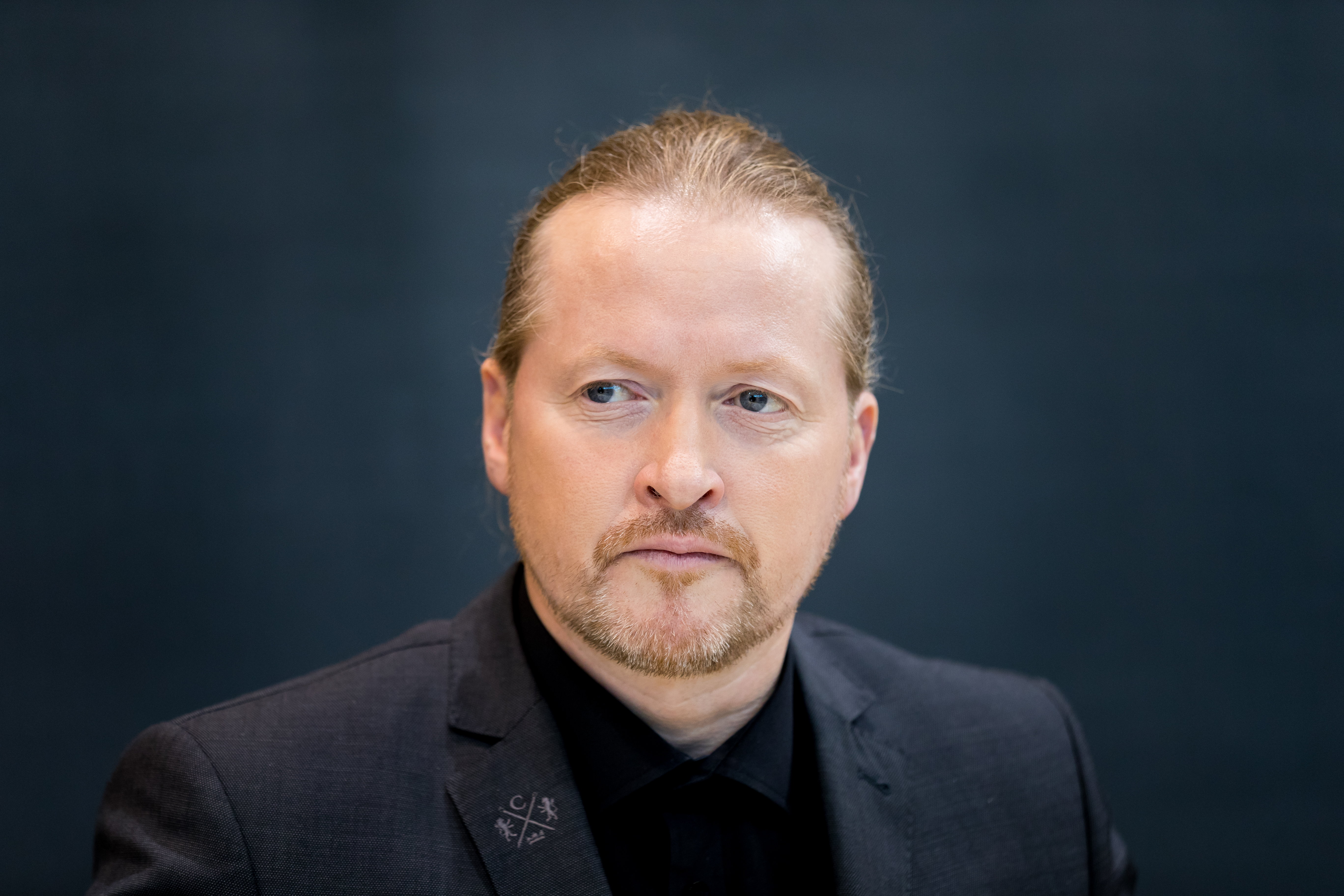
Joey Kelly auf der Frankfurter Buchmesse 2017

Joseph „Joey“ Kelly (* 20. Dezember 1972 als José Maria Kelly in Gamonal, Spanien) ist ein Musiker und Unternehmer irisch-US-amerikanischer Abstammung. Bekannt wurde er zunächst als Mitglied der Pop- und Folkband The Kelly Family, die von 1974 bis 1994 als Straßenmusiker durch Europa sowie Nordamerika reiste und 1994 ihren kommerziellen Durchbruch erzielte. Seit Beginn der 2000er Jahre trat er in erster Linie in Bereichen des Sports sowie als Teilnehmer an Spaßwettbewerben mit sportlichem Charakter in Erscheinung.

## Biografie

### Musikalische Karriere mit der Kelly Family
Joey Kelly wurde als neuntes Kind des US-amerikanischen Lehrers Daniel Jerome Kelly (1930–2002) und als viertes Kind der US-amerikanischen Tänzerin Barbara-Ann Kelly (geb. Suokko, 1946–1982) in Gamonal in der spanischen Provinz Toledo geboren. Sein Vater war ein Nachfahre irischer Einwanderer, die infolge der in Irland herrschenden Hungersnot um 1850 nach New York gereist waren. Joey Kelly hat fünf Halb- und sieben Vollgeschwister. Er wurde von seinem Vater unterrichtet, besuchte nie eine konventionelle Schule und wurde auch keiner staatlichen Abschlussprüfung zugeführt. Sein Vater habe den Hausunterricht niemals ernsthaft durchgeführt, behauptet Joey Kelly, und bis heute könne er deshalb nur schlecht lesen und schreiben. Als er neun Jahre alt war, starb seine Mutter an Brustkrebs. Sein Vater, der bis Ende der 1980er Jahre alkoholabhängig war, blieb daraufhin alleinerziehend und reglementierte das Zusammenleben und -wirken der Familie mit „eiserner Hand“.
Von 1974 bis 1994 reiste Joey Kelly mit seinen Geschwistern als Straßenmusiker durch die USA und vor allem durch Europa und bestritt mit zunehmendem Alter mehrere Konzerte täglich. Ab seinem 15. Lebensjahr war er im Familienunternehmen zunächst für die Auftrittswerbung zuständig. Gemeinsam mit seinem Bruder John organisierte er später auch den Bühnenaufbau sowie den Aufbau und die Befüllung der Ausschankwagen, die die Gruppe während ihrer Konzerte auf öffentlichen Plätzen bereitstellte.
Mit ihrem Album Over the Hump gelang der Familie 1994 der kommerzielle Durchbruch. Den musikalischen Erfolg begleitete eine Welle von Euphorie unter vorwiegend jungen Mädchen, die die Gruppe in ihrer gewohnten Freiheit erheblich einschränkte und es ihr unmöglich machte, die gewohnten Straßenkonzerte fortzuführen. Im Februar 1995 veröffentlichte die Kelly Family die Single Why Why Why, die Joey Kelly gemeinsam mit seinem Bruder Paddy interpretierte. Sie gelangte unter anderem in die Top 30 der deutschen sowie in die Top 20 der österreichischen Charts. Eine Umfrage unter Lesern der Jugendzeitschrift BRAVO ermittelte Joey Kelly im selben Jahr als unpopulärstes Mitglied der Gruppe. Obwohl er zu jedem Album eigene Songs beisteuerte, darunter The Wolf, Angels Flying, Another World, Hallelujah und True Love, folgte erst neun Jahre später mit Flip a Coin eine weitere Singleauskopplung mit ihm als Leadsänger. Sie erzielte Platz 24 in den deutschen Charts.
In der Band spielte Joey Kelly vor allem E-Gitarre, Akustikgitarre und Schlaginstrumente. Er war Tourmanager, Leiter des Fuhrparks und zehn Jahre lang Geschäftsführer des familieneigenen Labels Kel-Life GmbH mit rund 50 Angestellten. Nach dem Tod seines Vaters im August 2002 war er mitbeteiligter Gesellschafter des zwischenzeitlich verpachteten Schloss Gymnich, dem ehemaligen Wohnsitz der Familie. Anfang 2012 forcierte er die Zwangsversteigerung des Objekts.
Während der 2000er Jahre zog sich Joey Kelly weitgehend aus dem Musikgeschäft zurück. Zwar nimmt er sporadisch Auftrittstermine mit einem Teil seiner noch musikalisch aktiven Geschwister wahr, doch zeigt er sich nicht an einer Karriere als Solokünstler interessiert. Musik spiele in seinem Leben keine Rolle mehr, zudem habe er sich nie für einen guten Musiker gehalten.

„Ich würde nie auf die Idee kommen, meine Musik zu kaufen.“

Nach dem Tod seines Vaters äußerte sich Joey Kelly mehrfach kritisch zu mehreren Umständen seiner Vergangenheit. Er betonte, seinem als streng und dominant beschriebenen Vater höchsten Respekt zu zollen, doch habe er als Kind und junger Mensch keine andere Wahl gehabt, als sich dessen Lebensvorstellungen zu fügen und Musik zu erlernen. Das Ausmaß ihres kommerziellen Erfolges Mitte der 1990er Jahre bezeichnete er als ungesund, zudem unterstrich er, einen solchen Zustand nie wieder erleben zu wollen. Seine „beste Zeit“ erlebe er jetzt als erwachsener Mann mit der Verwirklichung seines eigenen Weges. Hysterie mache ihm inzwischen Angst.
Seit 2017 tritt er mit fünf bis sechs Geschwistern wieder in der Gruppe The Kelly Family auf.

### Ausdauer- und Extremsport
„Hätte ich meinen Sport nicht so aktiv betrieben, hätte ich die Kelly Family nicht überlebt“

Beeindruckt von Bruce Lee begann Joey Kelly in seiner Jugend mit Kickboxtraining. Als Ausgleich zu seinen organisatorischen und musikalischen Aufgaben im Familienunternehmen betrieb er ab Mitte der 1990er Jahre zunehmend Ausdauersport. Bis 2006 hat er an über 50 Marathonläufen und Ausdauerwettbewerben teilgenommen – darunter an Triathlonveranstaltungen wie Ironman oder Ultraman, am Hindernisrennen Tough-Guy-Race und Extremsportveranstaltungen wie dem Ultramarathon. Seinen Startplatz beim Ironman Hawaii 1997, im Jahr des ersten deutschen Ironman-Sieges, hatte er nicht durch Qualifikation, sondern durch eine Wildcard erworben. Er erreichte nach 13:54:02 Stunden auf Platz 1180 von 1365 Finishern das Ziel.
Beim Ultraman Hawaii 1998 (10 km Schwimmen, 421 km Radfahren und 84 km Laufen in drei Tagen) erreichte er als Siebter von 29 Teilnehmern innerhalb des Zeitlimits das Ziel, wurde aber nachträglich wegen unsportlichen Verhaltens disqualifiziert, nachdem er einen am Boden liegenden Helfer durch einen Fußtritt so stark verletzte, dass dieser sich in medizinische Behandlung begeben musste. 
Beim Race Across America 2001, einem Langstreckenradrennen quer durch die USA, errang er zusammen mit Thorsten Vahl den vierten Platz bei sieben gestarteten Teams und 2002 im 4 Personen Mixed Team, dem unter anderem seine jetzige Frau angehörte, den ersten Platz von zwei Teams.
Im Jahr 2008 nahm er am Atacama-Crossing in Chile teil und bewältigte die 250 Kilometer in 36:15:3 Stunden. Er war als Vierter nach der sechsten und letzten Etappe im Ziel eingelaufen und wurde damit beim Lauf durch eine der härtesten Wüstenlandschaften der Erde Erster in seiner Altersklasse.
Anlässlich des 100. Jahrestags des historischen Wettlaufs zwischen den Polarforschern Roald Amundsen und Robert Falcon Scott nahm Joey Kelly im Dezember 2010 als Mitglied des vierköpfigen deutschen Teams unter der Leitung des Moderators Markus Lanz am Wettlauf zum Südpol teil. Dabei bewältigten sie in zehn Tagen bei Temperaturen von bis zu −40 °C eine Strecke von 400 Kilometern. Die ZDF-Dokumentation wurde für den Deutschen Fernsehpreis 2011 und den Emmy 2012 nominiert.

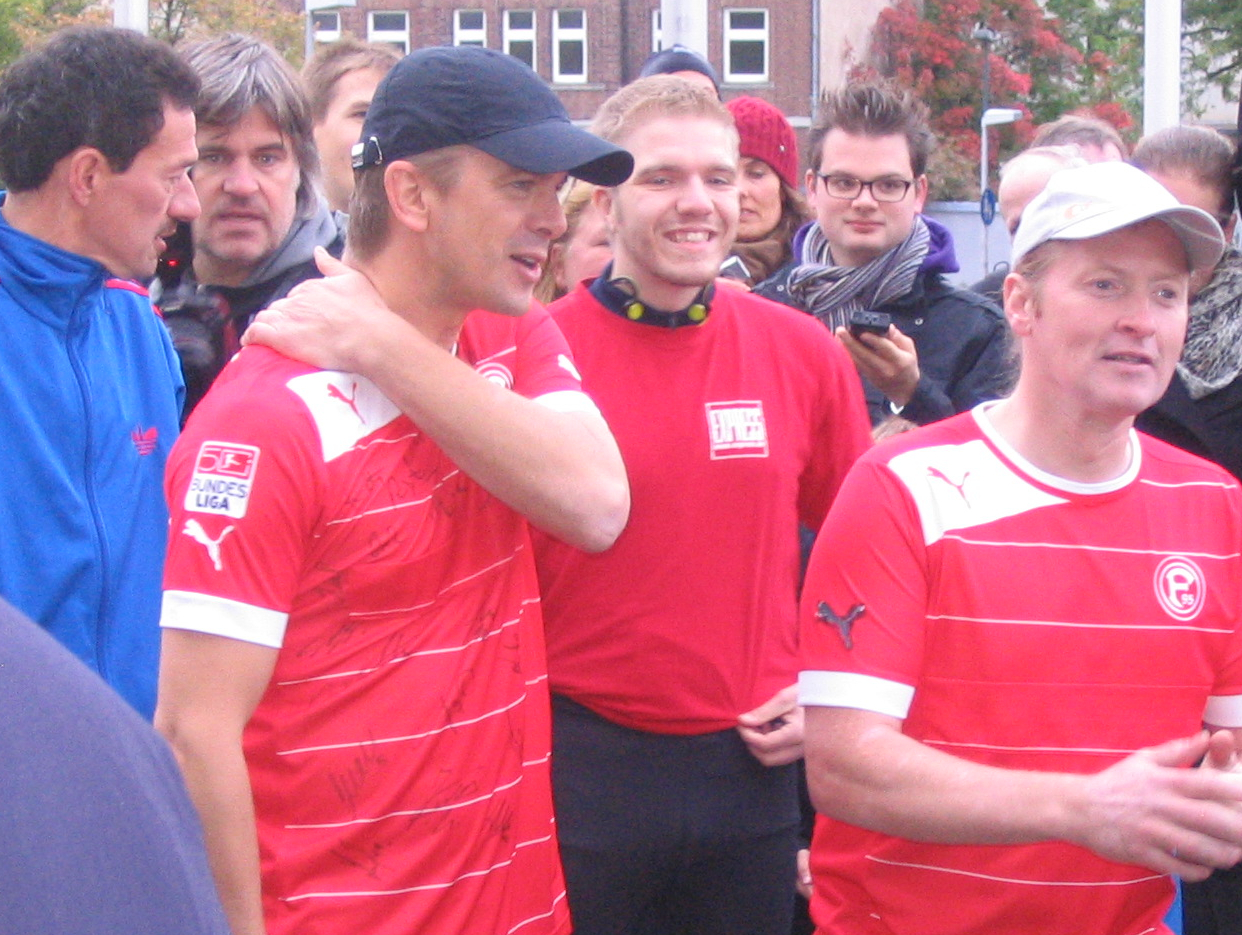
Wetten, dass..?-Moderator Markus Lanz läuft nach einer verlorenen Wette 2012 mit Kelly von Düsseldorf nach Köln

Inspiriert von Überlebenskünstler Rüdiger Nehberg, der sich 1981 in einem vom ZDF dokumentierten Fußmarsch ohne finanzielle Mittel von Hamburg nach Oberstdorf im Allgäu begab, startete Joey Kelly im September 2010 ein ähnliches Experiment. Während der Vorbereitungsphase ließ er sich von Nehberg beraten. Innerhalb von 17 Tagen und 23 Stunden wanderte Joey Kelly 900 Kilometer von Wilhelmshaven bis hinauf zur Zugspitze und ernährte sich ebenso wie Nehberg ausschließlich von dem, was die Natur ihm bot oder entlang der Route zu finden war. Ein Team der RTL-Sendung stern TV zeichnete einzelne Stationen seines Marsches auf. Seine Gedanken und Erlebnisse während dieser Zeit sowie Erinnerungen an die musikalische Vergangenheit seiner Familie fasste er in seinem 2011 erschienenen Buch Hysterie des Körpers zusammen.
Elf Jahre nach seiner letzten Teilnahme bestritt Joey Kelly 2011 den Badwater Run, einen der härtesten Ultramarathons weltweit. Im Hochsommer 2012 nahm er die Herausforderung von stern TV an, ohne eigenes Geld die USA zu durchqueren. 
Der rund 5000 Kilometer lange Weg von Los Angeles nach New York umfasste die vorgegebenen Etappenziele Las Vegas, Denver, St. Louis, Chicago und Washington, D.C. Die Distanzen zwischen den sechs Etappen musste Kelly mithilfe verschiedener Verkehrsmittel zurücklegen. Zu diesen Verkehrsmitteln gehörte die jeweils einmalige Nutzung eines Busses, eines Lkw, eines Pkw, eines Fahrrades sowie das Fahren per Anhalter. Ferner war es erlaubt, einen Joker einzusetzen. Das für Übernachtung, Verpflegung und Fortbewegung benötigte Geld musste sich Joey Kelly selbst erarbeiten. Zudem durfte er Geldspenden von Passanten annehmen. Er erreichte das Ziel innerhalb von 16 Tagen.
Im Sommer 2019 durchquerte Joey Kelly mit seinem ältesten Sohn Luke in einem über 50 Jahre alten VW-Bus den eurasischen Kontinent. Die Reise führte rund 12.000 km von Berlin nach Peking und wurde ohne Geld, dafür nur mit Spenden bestritten.
Zwischen Sommer 2020 und Frühling 2021 erwanderte Joey Kelly in vier Etappen verteilt über alle vier Jahreszeiten das Grüne Band, die Erlebnisse wurden in Buchform festgehalten.
Gemeinsam mit dem Sänger von Rammstein, Till Lindemann, unternahm Kelly in den Jahren 2017 und 2020 Expeditionsreisen nach Nord- und Südamerika.
Im Jahr 2023 nahm Joey Kelly gemeinsam mit Jan Lange an der Survival-Show 7 vs. Wild teil, welche in Kanada stattfand. In der vierten Staffel 2024 trat er erneut an, dort trotzte er mit sechs anderen Teilnehmern der Kälte Neuseelands.
Kelly absolvierte erfolgreich 2025 den Radmarathon Race Across America im Team No Limits zusammen mit Fritz Meinecke, Flying Uwe, Ann-Kathrin Bendixen, Sascha Huber, Otto Karasch, Survival Mattin und Luke Kelly innerhalb von 7 Tagen, 19 Stunden und 41 Minuten.
Unter dem Titel No Limits hält Joey Kelly bundesweit Vorträge, die sich inhaltlich unter anderem mit den Themen Motivation, Disziplin und Zielsetzung befassen.

### Privatleben
Joey Kelly ist seit 2004 mit Tanja Niethen, einem ehemaligen Mitglied der Band Bellini, verheiratet, hat vier Kinder und lebt in der Nähe von Bonn.

## Soziales Engagement

### Botschafter
Joey Kelly ist offiziell ernannter Botschafter für die Deutsche José Carreras Leukämie-Stiftung. Zudem war er offizieller Botschafter des Oxfam Trailwalker 2012 und nahm gleichzeitig in einem Team seines Sponsors Dimension Data an dem 100 Kilometer-Charity-Event teil, das am 8. und 9. September im Harz veranstaltet wurde. Mit der Gründung der Stiftung AtemWeg – Stiftung zur Erforschung von Lungenkrankheiten im Jahr 2009 unterstützt Joey Kelly, zusammen mit anderen Prominenten, als Atembotschafter die Aktivitäten der Stiftung. Seit August 2016 ist Joey Kelly auch Botschafter bei der LOOP® Kinder- und Jugendhilfe, die Kinder, Jugendlichen und Familien in sozialen Problemlagen hilft.

### RTL-Spendenmarathon
Seit 2003 nimmt Joey Kelly regelmäßig am RTL-Spendenmarathon teil.
So legte er im Rahmen einer 11-tägigen Benefizfahrt vom 16. bis 27. November 2003 abwechselnd mit dem Extremsportler Hubert Schwarz die Strecke Berlin – Bagdad mit dem Rad zurück. Die dabei erfahrenen 40.000 Euro flossen zum einen an den Verein RTL – Wir helfen Kindern e. V. und wurden zum anderen der privaten Hilfsorganisation CARE für ein Kinderkrankenhaus gestiftet. Am 23. November 2006 stellte er gemeinsam mit Freddy Nock einen Weltrekord in einem „Lebensrad“ auf: Innerhalb von 24 Stunden legten die beiden Sportler 135,3 Kilometer und 43.077 Höhenmeter zurück und rotierten dabei 9088 Mal um die eigene Achse. Die 50.000 Euro, die diese Aktion einbrachte, wurden gespendet.
2010 balancierte Kelly 24 Stunden ohne Unterbrechung und unter freiem Himmel über ein in 12 Metern Höhe gespanntes Seil von 11 Metern Länge. Mit einer zurückgelegten Strecke von 15 Kilometern und 686 Metern erzielte er einen Guinness Weltrekord. Die Spendensumme betrug 90.000 Euro. 
Nach einem weiteren Weltrekord im darauffolgenden Jahr, bei dem er 24 Stunden lang unter Wasser walkte und dabei eine Strecke von mehr als 16 Kilometern bewältigte, konnte er im November 2012 mit einem dritten Rekord punkten, als er innerhalb von 24 Stunden mehr als 50.000 Stufen gegen die Fahrtrichtung einer Rolltreppe hinaufstieg. Auf diese Weise erzielte er 120.000 Euro für den guten Zweck.

### Deutsche Sporthilfe
Im Rahmen des ZDF-Fernsehgartens an Pfingsten 2010 lief Kelly in einem 24-Stunden-Lauf auf einem Laufband 148 Kilometer mit nur einer Pause und verhalf der Stiftung Deutsche Sporthilfe zu einer Spende in Höhe von 30.000 Euro. An den Pfingstfeiertagen 2012 lief er 24 Stunden in einem Todesrad und sammelte damit Geld, das von der Deutschen Sporthilfe für die Ausbildung neuer Sportler gespendet wurde.

### Kicken mit Herz
Seit 2013 spielt Kelly regelmäßig im Team der FC St. Pauli Hamburg Allstars im Rahmen des seit 2008 jährlich im Stadion Hoheluft in Hamburg stattfindenden Benefiz-Spiels Kicken mit Herz gegen die Ärztemannschaft des Universitätsklinikum Hamburg-Eppendorf, die Placebo Kickers Hamburg. Mit dieser Veranstaltung wird dessen Kinder-Herz-Station unterstützt.

### Kurve Kriegen
Joey Kelly engagierte sich bei Kurve Kriegen. Dies ist eine kriminalpräventive Initiative des Ministeriums des Innern des Landes Nordrhein-Westfalen, die kriminalitätsgefährdeten Kindern und Jugendlichen hilft, Wege aus der Kriminalität zu finden. Im Mai 2022 unternahm Kelly mit seinem Trainer Thomas Eickmann und einer Gruppe von Jugendlichen eine Reise zur Zugspitze. Die Gruppe bestieg den Gipfel. Es sollte den Jugendlichen zeigen, was man erreichen kann, wenn man dranbleibt und die Motivation stimmt.

## Sportshows im TV (Auswahl)
RTL-Promiboxen
- 2002: Sieger (gegen Ralf Richter)

Wok-WM
- 2003: Silber (Einzel)
- 2004: Silber (Einzel); Gold (Vierer)
- 2005: Bronze (Einzel); Gold (Vierer)
- 2006: Gold (Einzel)
- 2007: Silber (Einzel)
- 2008: Bronze (Einzel)
- 2009: Bronze (Einzel)
- 2010: Silber (Einzel)
- 2012: Bronze (Einzel)
- 2014: Gold (Einzel)
- 2015: Bronze (Einzel)
- 2022: Gold (Einzel)
- 2023: Gold (Einzel)

Turmspringen
- 2007: Gold (Einzel)
- 2008: Silber (Einzel); Bronze (synchron)
- 2009: Bronze (Einzel); Gold (synchron)
- 2010: Silber (synchron)
- 2011: Bronze (synchron)
- 2014: Silber (synchron)

Stock Car Crash Challenge
- 2006: Rodeo-Sieger
- 2011: Rodeo-Sieger; Sieger in der 3000-cm³-Klasse
- 2012: Sieger in der 3000-cm³-Klasse
- 2013: Sieger in der 3000-cm³-Klasse
- 2013: Sieger Caravan Crash Cup
- 2014: Sieger Caravan Crash Cup
- 2015: Sieger Caravan Crash Cup

Autoball
- Europameisterschaften
  - 2008: Vizemeister
  - 2012: Halbfinale
  - 2024: Sieger
- Weltmeisterschaften
  - 2010: Halbfinale
  - 2014: Halbfinale

Deutscher Eisfußball-Pokal
- 2009: Sieger (mit dem VfB Stuttgart)

PokerStars.de Nacht
- 2009: Sieger

Schlag den Star
- 2010: Sieger (gegen Michael Kaus)
- 2014: Sieger (gegen Steffen Henssler)
- 2017: Sieger (gegen Alexander Klaws)

Du gewinnst hier nicht die Million bei Stefan Raab
- 2024: Gastmoderation
- 2025: Kandidat

## DVD
- Joey Kelly: The Ironman, 70 Minuten, 2005